# 樂購廣場
樂購廣場（英語：Lovego Plaza）是一座位於台灣高雄市岡山區的複合式商業設施及中型購物中心，由達麗米樂開發公司投資20億元興建，基地面積為12,589坪，建築總樓板面積約16,000坪，分為A、B兩區：A區佔地6,000餘坪，由大型街邊店組成，引進無印良品、UNIQLO、NET、藏壽司、健身工廠等，2021年5月起陸續開業；B區佔地近5,000坪，為建築總樓板面積約10,000坪，獨棟的中型購物中心，原先規劃掛名「秀泰生活岡山店」，後於開張前更名為樂購廣場，但商場實際仍由秀泰生活進行招商營運，於2022年5月26日試營運，同年6月23日開幕。2024年營業額約為新台幣20億元。

## 歷史

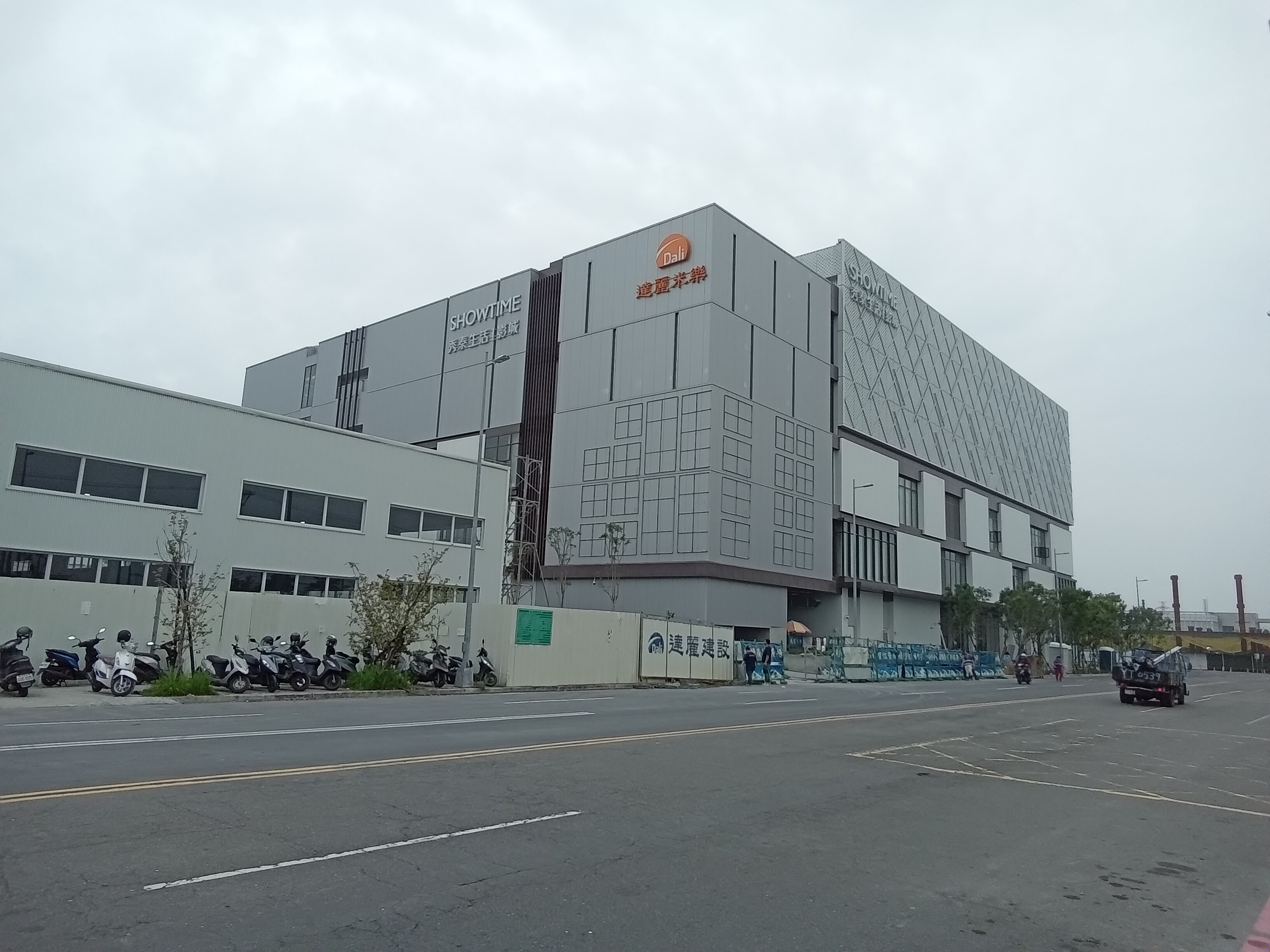
B區—即將完工前商場外觀已裝上秀泰生活LOGO

- 2018年8月2日，達麗米樂開發股份有限公司和高雄市政府、高捷公司簽署三方合約，完成BOT開發案的簽約，租期為30年，計畫興建樓地板面積16,000坪的商場，將引進秀泰影城、主題大店、特色餐廳，預計2021年開始營運。[2]
- 2019年9月20日，岡山樂購站前廣場動工，預計2021年第4季完工開幕[3]，但受到COVID-19疫情影響而延後開業。
- 2021年5月7日，A區的UNIQLO岡山店正式開幕，店舖面積為404坪。[4]
- 2021年7月27日，A區的藏壽司岡山店正式開幕。[5]
- 2021年9月29日，A區的健身工廠南岡山廠正式開幕。
- 2021年10月8日，A區的NET岡山二店正式開幕。
- 2022年5月26日，B區的樂購廣場試營運。
- 2022年6月23日，B區的樂購廣場正式開幕，初期年營業額目標為新台幣15億元。
- 2022年8月8日，A區的無印良品路面店正式開幕。
- 2023年7月8日，A區的札幌藥妝高雄岡山店正式開幕。

## A區街邊店
A區為街邊店，有UNIQLO、NET、健身工廠、藏壽司、無印良品、札幌藥妝、熊愛夾等。

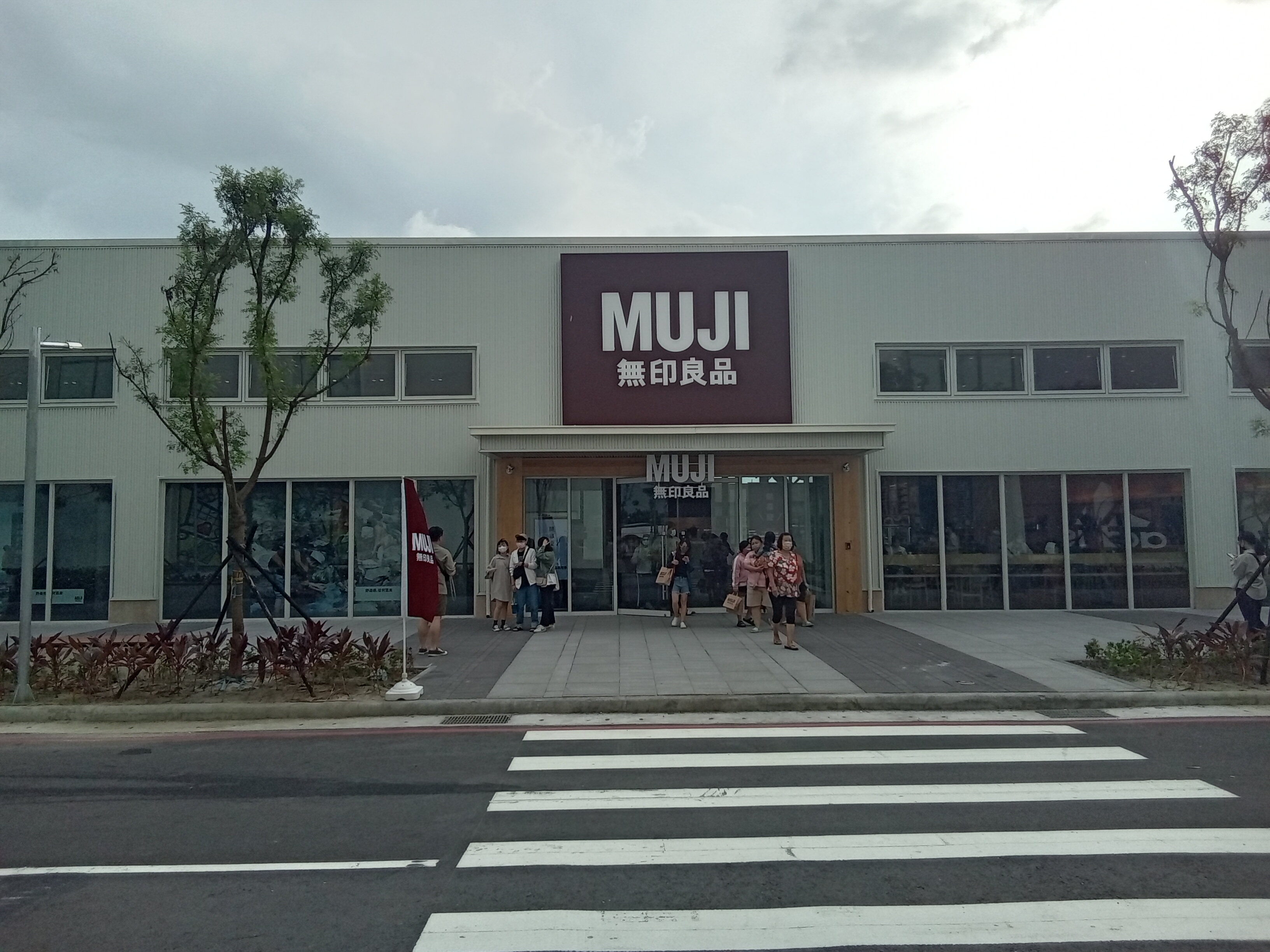
A區－MUJI無印良品高雄岡山店
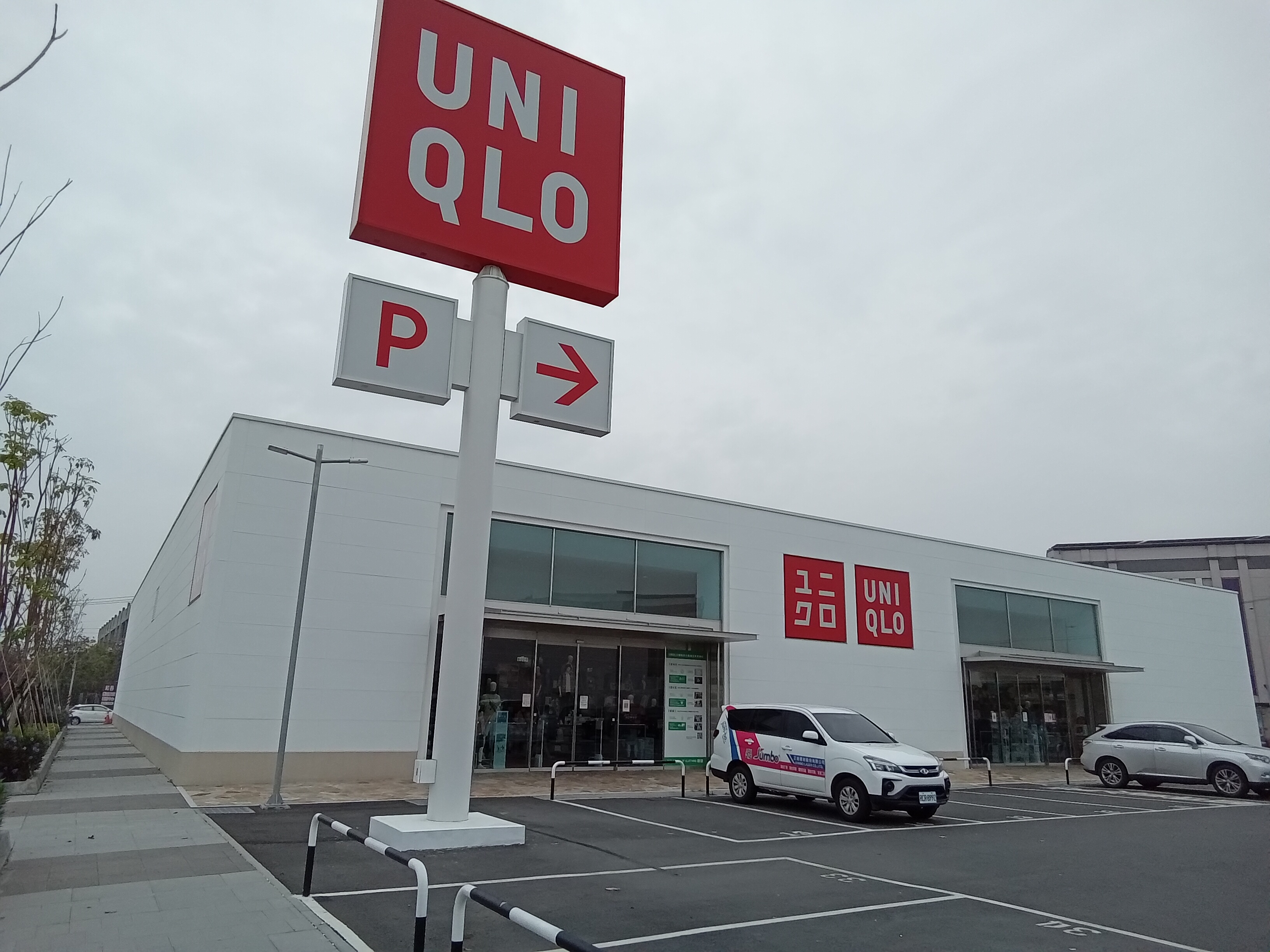
A區—UNIQLO高雄岡山店
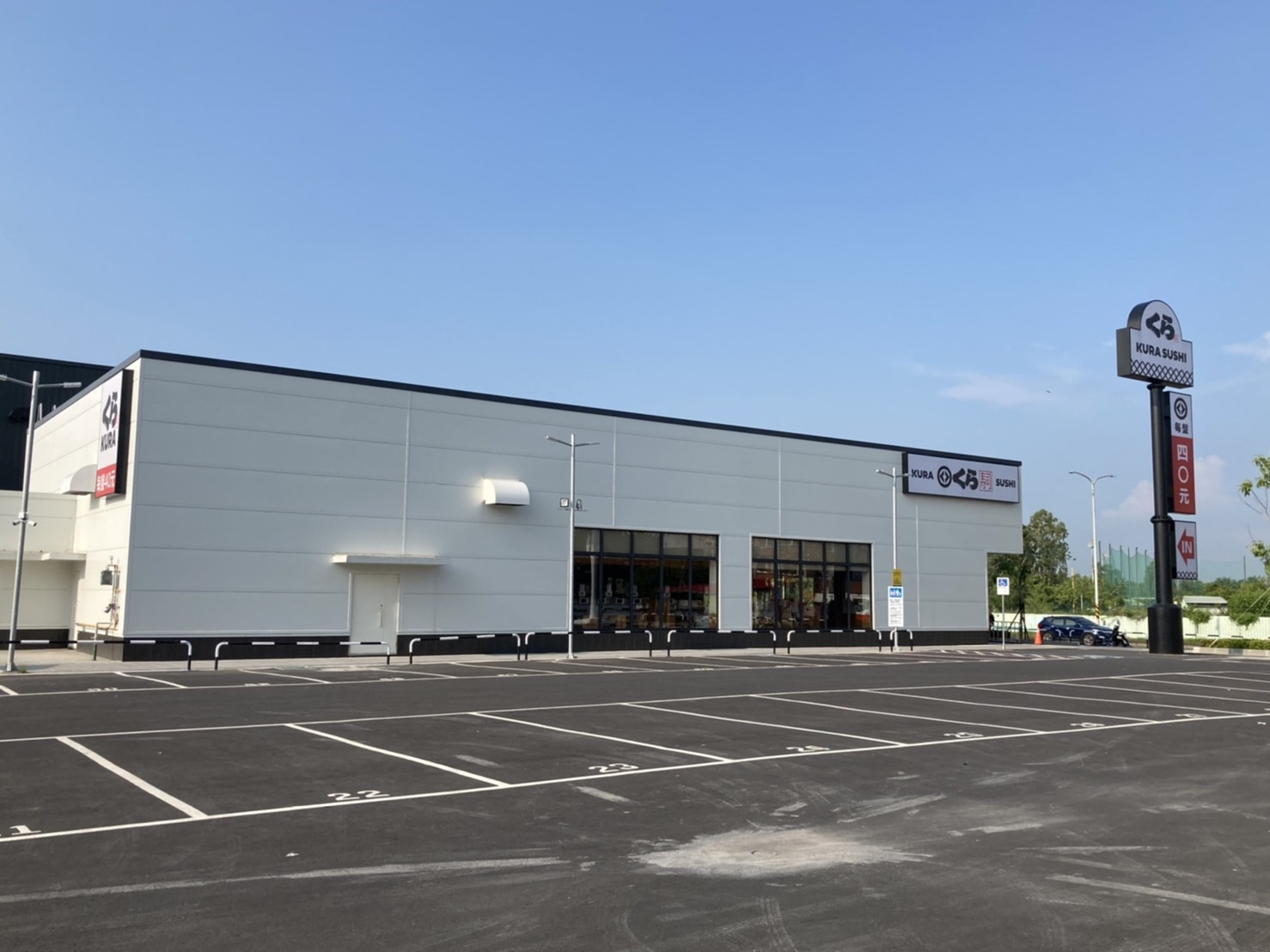
A區—藏壽司高雄岡山店
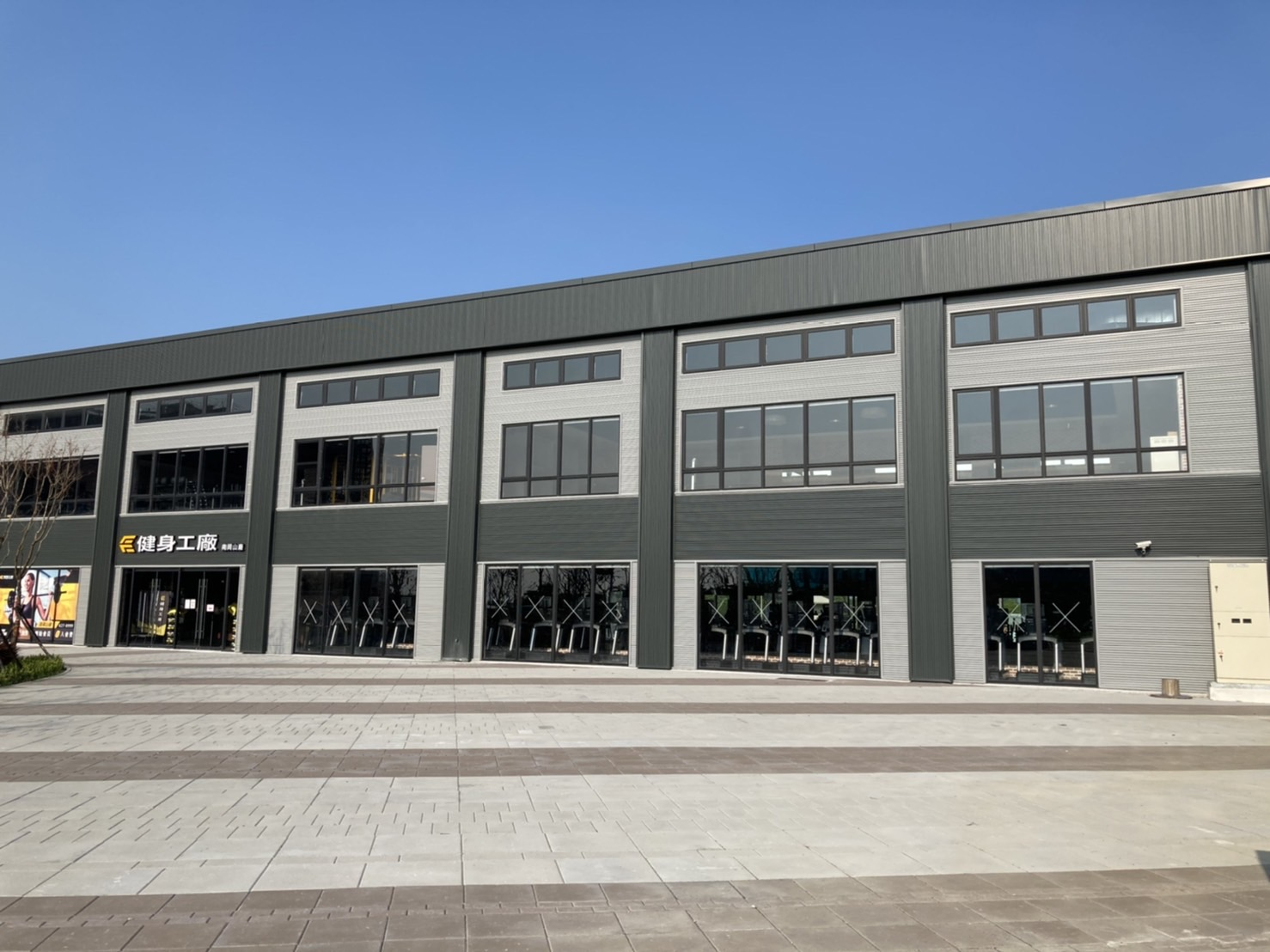
A區—健身工廠南岡山廠
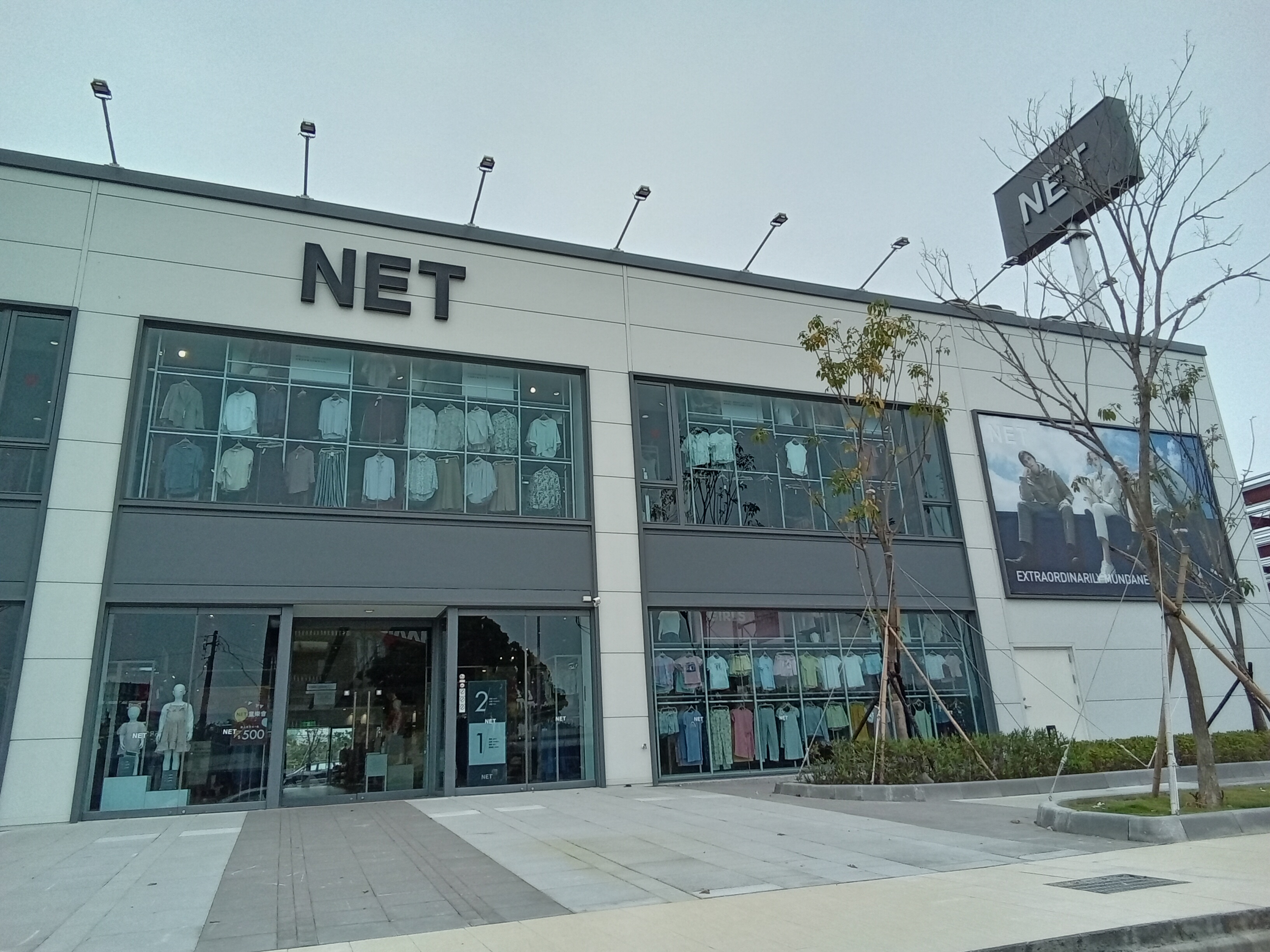
A區—NET岡山二店

## B區樂購廣場
樂購廣場為台灣高雄市岡山區的一間中型購物中心，由達麗米樂開發股份有限公司與秀泰集團合資經營，由秀泰生活進行招商營運。建築總樓板面積約10,000坪，2022年5月26日試營運，6月23日正式開幕。商場主力核心店為秀泰影城、宜得利家居、大創百貨、湯姆熊歡樂世界及各式主題餐廳。

### 樓層簡介
| 樓層   | 名稱         |
| ------ | ------------ |
| 4F～5F | 秀泰影城     |
| 3F     | 食尚饗宴     |
| 2F     | 居家生活     |
| 1F     | 時尚流行     |
| B1～B2 | 汽機車停車場 |

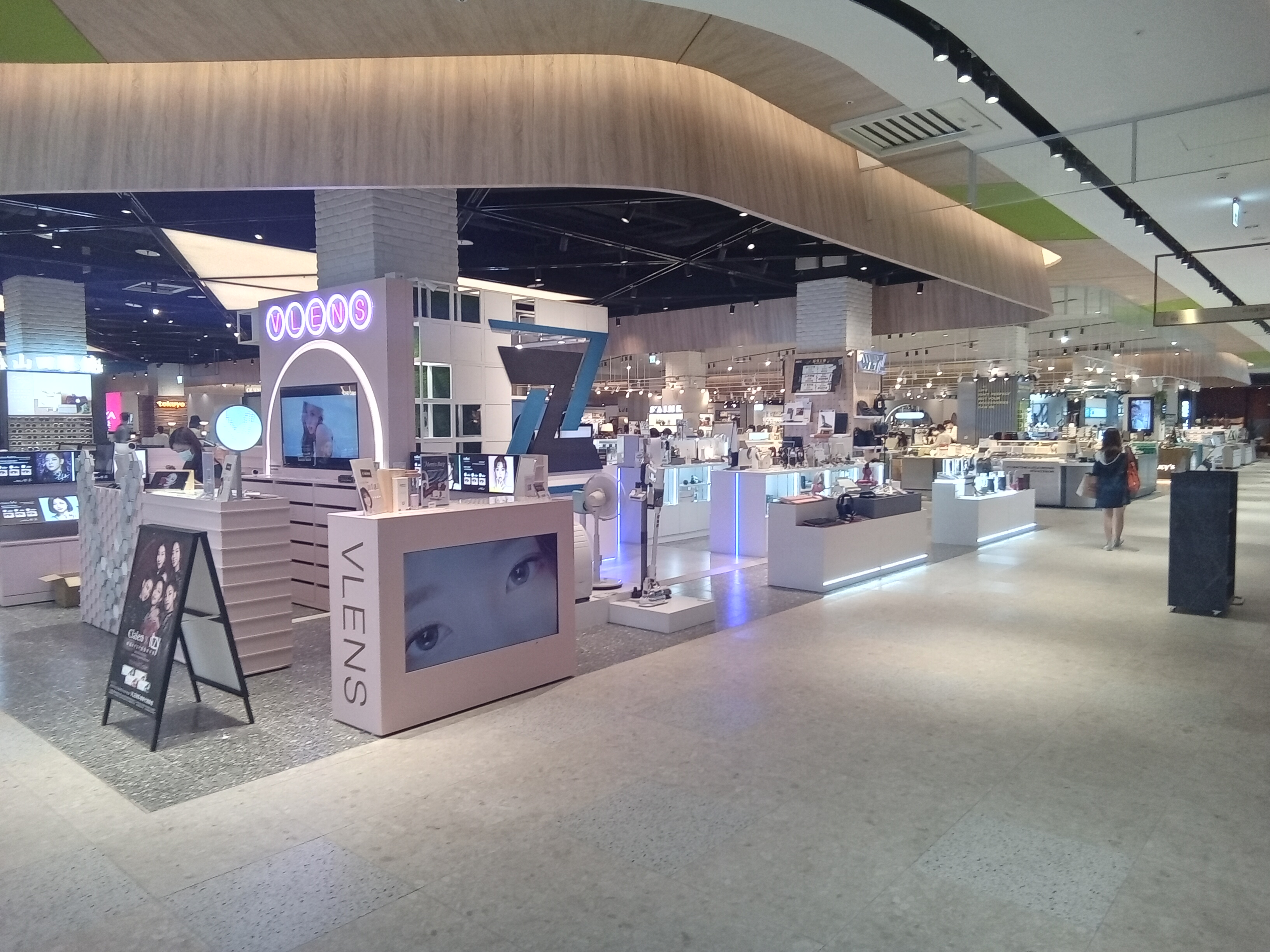
1樓 時尚流行
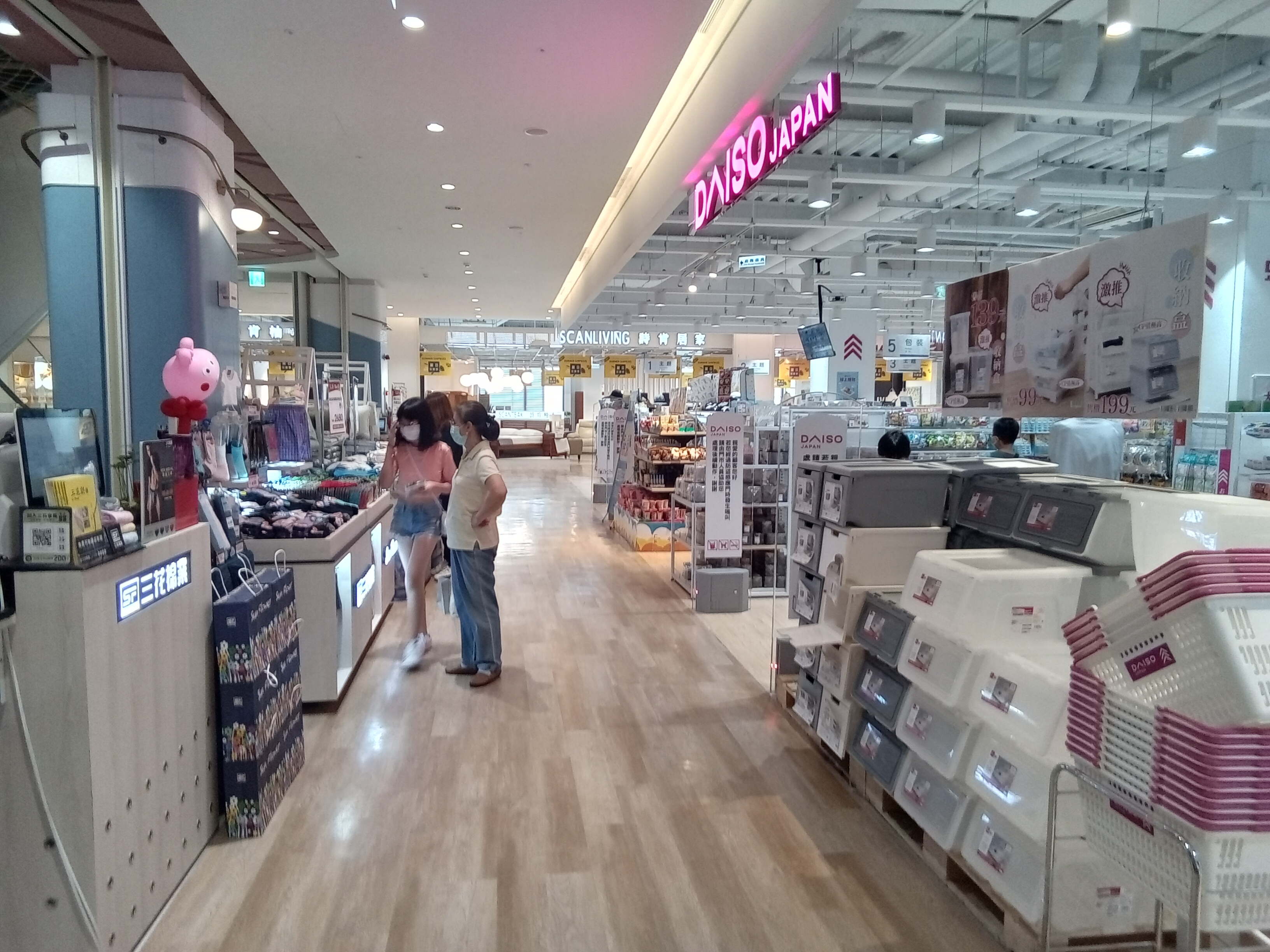
2樓 居家生活
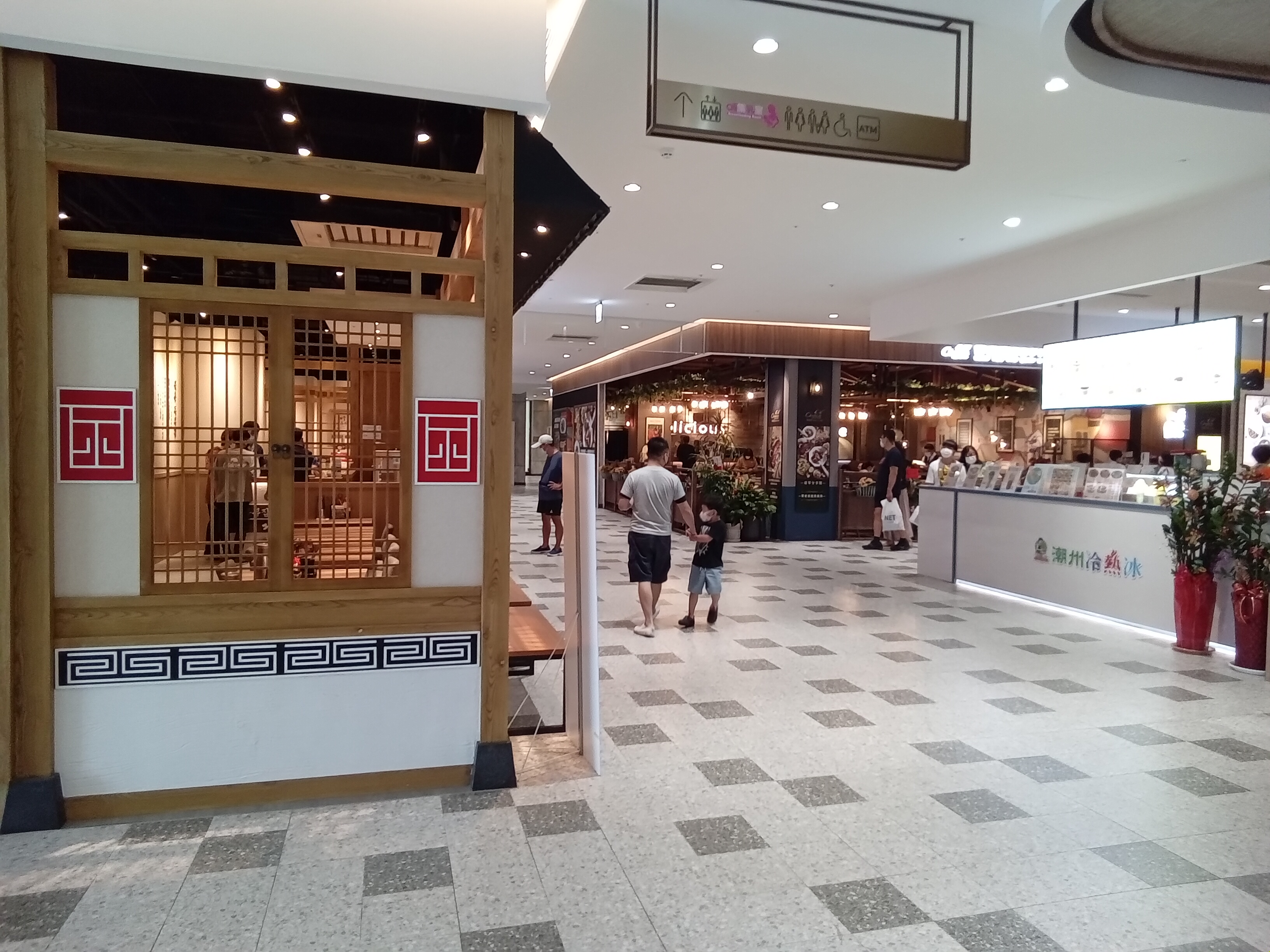
3樓 食尚饗宴
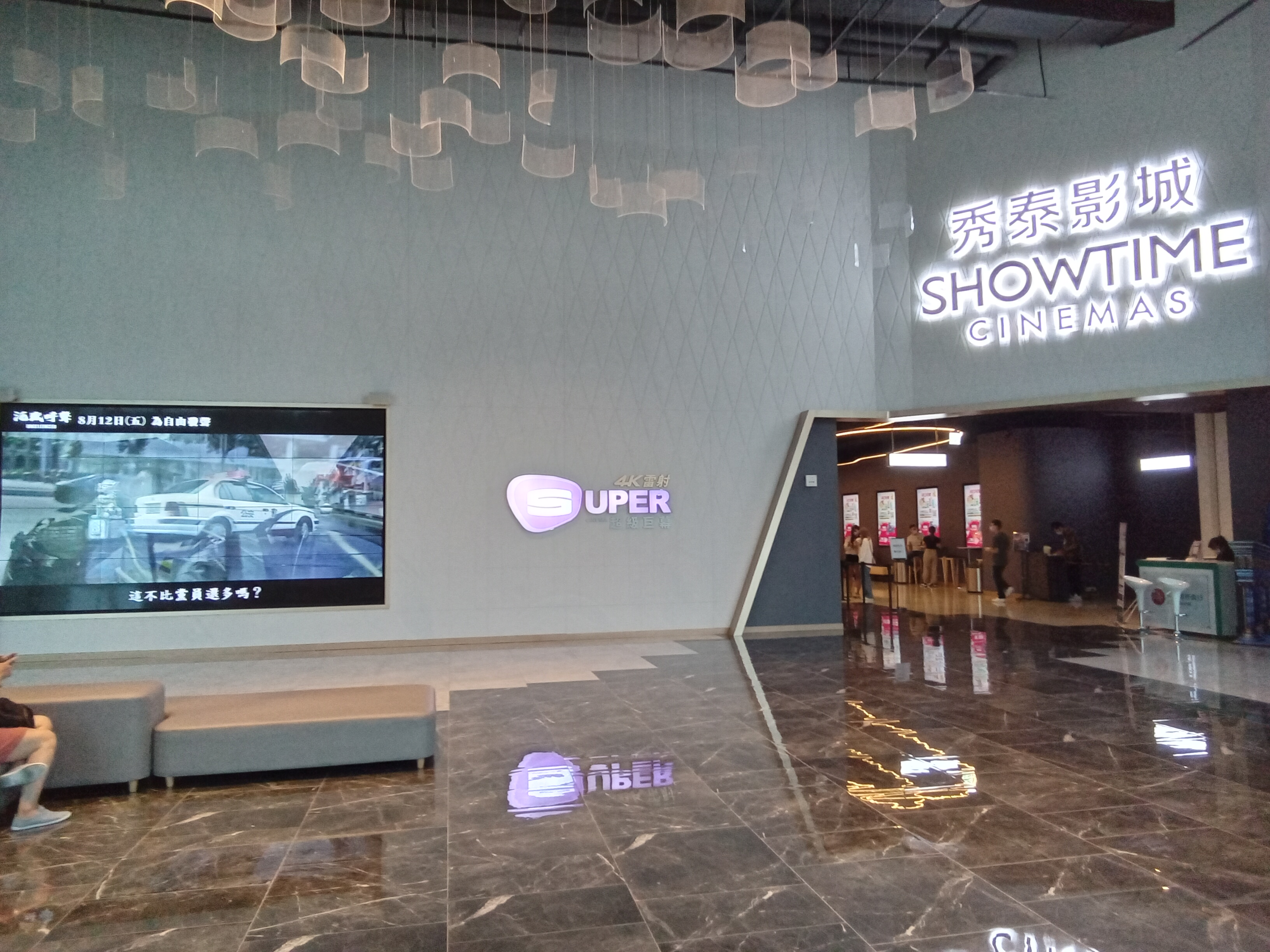
4樓 秀泰影城

## 交通資訊

### 捷運
- 高雄捷運 紅線R24岡山高醫站

### 公共自行車
- 高雄市公共自行車租賃系統：
  - 岡山文化中心(後門)：岡山文化中心後門(中山南路側)

## 周邊
- 高雄捷運 紅線岡山高醫站
- 高雄醫學大學附設高醫岡山醫院
- 享溫馨喜宴餐廳會館岡山館/享溫馨KTV岡山店
- 和春護理之家
- 高雄市立圖書館岡山文化中心分館
- 高雄市皮影戲館
- 高雄市岡山文化中心
- 高雄市岡山運動中心
- 臺灣橋頭地方法院岡山簡易庭
- 劉厝公園
- 臻愛會館小樽日本料理
- 高雄捷運北機廠

## 外部連結
- （繁體中文）樂購廣場
- （繁體中文）樂購廣場的Facebook專頁